# 多爾伯格 (佛羅里達州)
多爾伯格（英語：Dahlberg）是位於美國佛羅里達州棕櫚灘縣的一個非建制地區。該地的面積和人口皆未知。

## 地理
多爾伯格的座標為26°40′00″N 80°42′00″W / 26.66667°N 80.70000°W，而該地的平均海拔高度為3米（即10英尺）。